# رابرت لوگان
رابرت لوگان (انگلیسی: Robert Logan؛ زادهٔ ۲۹ مهٔ ۱۹۴۱) یک هنرپیشه، و بازیکن بیسبال اهل ایالات متحده آمریکا است.